# Edward Augustus Arnold
Edward Augustus Arnold (Truro, 15 luglio 1857 – Budleigh Salterton, 6 novembre 1942) è stato un editore britannico, fondatore della casa editrice Edward Arnold Publishers Ltd, che pubblicò importanti riviste e monografie scientifiche i diritti delle quali sono state acquisite dalla SAGE Publishing e dalla Taylor & Francis..

## Biografia
Figlio unico di Edward Penrose Arnold, ispettore scolastico, e di Carolina Augusta Orlebar, suo nonno paterno era l'educatore e storico Thomas Arnold, mentre lo zio paterno era il poeta Matthew Arnold. Studiò prima all'Eton College e successivamente all'Hertford College, Università di Oxford dove si laureò in literae humaniores nel 1880. Nel 1883 si associò alla casa editrice dell'editore Richard Bentley, creatore della celebre rivista letteraria Bentley's Miscellany, e editore di autori come Leigh Hunt, William Hazlitt, Maria Edgeworth, Frances Trollope e Hans Christian Andersen. In quello stesso periodo fu editore in proprio della rivista Imperial Federation, la rivista ufficiale della Imperial Federation League. Nel 1886 convinse l'editore John Murray, titolare dell'omonima celebre casa editrice, alla pubblicazione di una nuova rivista, di cui divenne direttore e il cui primo numero uscì nel 1887 con il titolo Murray's Magazine.

Nel 1888 sposò Minnie Wakefield, figlia del banchiere William Henry Wakefield, dalla quale ebbe tre figlie. Nel 1889 rifiutò la pubblicazione di Tess dei d'Urberville, dello scrittore Thomas Hardy, considerando negativamente le situazioni immorali contenute nella narrazione.  Il 1º gennaio 1890 fondò la propria casa editrice, la Edward Arnold Publishers Ltd, nel quartiere londinese di Warwick Square. Il suo primo successo editoriale fu la raccolta di memorie di viaggio dell'americano Jeremiah Lynch dal titolo An American in Egypt: Egyptian Sketches, che vendette 1 500 copie nella prima edizione. Nei suoi primi due anni di attività Arnold pubblicò circa sedici libri di carattere educativo, curandone personalmente l'edizione, la promozione e la vendita. Il suo secondo successo editoriale fu la pubblicazione di England and Egypt dell'Alto Commissario per il Sud Africa Alfred Milner, I visconte Milner, che ebbe ben tredici edizioni fino al 1920.

Nel 1894 Arnold prese come socio della casa editrice Arnold Luois Mumm, autore di letteratura di viaggio e appassionato di alpinismo, il quale si rivelò importante per la casa editrice non tanto per la sua attività di editore quanto per il merito di aver portato diverse opere di letteratura di viaggio e di alpinismo che si rivelarono dei considerevoli successi commerciali, tra i quali The Exploration of the Caucasus (1896) di Douglas William Freshfield e The Epic of Mount Everest (1926) di Francis Younghusband.

A partire dal 1900 la casa editrice di Arnold pubblicò circa 500 titoli tra cui almeno la metà di carattere scientifico e divulgativo. Tra le opere di narrativa sono da annoverare Red Pottage (1899) di Mary Cholmondeley, che ebbe tredici ristampe in soli due anni, Moonfleet (1898) di John Meade Falkner e The Nebuly Coat dello stesso autore pubblicato nel 1903. A partire dal 1902 l'attività di affari della casa editrice crebbe a tal punto da rendere necessaria la costruzione di una nuova sede con annesso magazzino, che venne inaugurata nel 1904 presso Maddox Street. Fino al 1914 la casa editrice continuò a pubblicare circa 100 titoli all'anno, principalmente libri di viaggio, memorialistica e politica, con diversi titoli di narrativa tra cui troviamo i racconti Ghost Stories of an Antiquary di Montague Rhodes James, seguito da More Ghost Stories of an Antiquary dello stesso autore; il racconto The Village and the Jungle di Leonard Woolf  seguito da The Wise Virgins.

Nel 1908 Arnold pubblicò il terzo libro di Edward Morgan Forster Casa Howard (romanzo), l'interesse per le opere di Forster da parte di Arnold non era soltanto di carattere prettamente economico, ma testimonianza anche una stima e un apprezzamento particolari per lo stile narrativo dello scrittore, testimoniata dalla pubblicazione nel 1924 di Passaggio in India e dall'acquisto dall'editore scozzese William Blackwood and Sons dei diritti delle prime due opere dello scrittore, Monteriano e Il viaggio più lungo. Quando nel 1930 Arnold decise di lasciare la direzione della casa editrice aveva nel suo catalogo più di 1.500 titoli, molti dei quali continuarono ad essere ristampati anche per settanta anni dalla prima edizione. Si ritirò nella piccola cittadina di Budleigh Salterton, nel Devon orientale, dove morì il 6 novembre 1942.